# Aušra (Vorname)
Aušra ist ein litauischer weiblicher Vorname und bedeutet Morgenröte.

## Namensträgerinnen
- Aušra Augustinavičiūtė (1927–2005), Psychologin, Soziologin, Gründerin der Sozionik
- Aušra Bilotienė Motiejūnienė (*  1974), Gesundheits-Politikerin, Vizeministerin
- Aušra Maldeikienė (* 1958), Politikerin, EP-Mitglied, Publizistin, Wirtschaftspädagogin
- Aušra Papirtienė (* 1967), Politikerin, Seimas-Mitglied
- Aušra Žukienė (* 1967), Handballspielerin